# Clepticodes horocentra
Clepticodes horocentra är en fjärilsart som beskrevs av Edward Meyrick 1927. Clepticodes horocentra ingår i släktet Clepticodes och familjen äkta malar. Inga underarter finns listade i Catalogue of Life.